# Daniel Francisco Cabeza de Vaca
Daniel Francisco Cabeza de Vaca Hernández (Guanajuato, Guanajuato; 25 de mayo de 1959) es un notario, abogado y político mexicano que se desempeñó como procurador general de la República del 27 de abril de 2005 al 30 de noviembre de 2006 durante la presidencia de Vicente Fox. Es miembro del Partido Acción Nacional. También se ha desempeñado como consejero jurídico del Ejecutivo federal en dos ocasiones (de 2004 a 2005 y de 2006 a 2008) en las presidencias de Fox y Felipe Calderón.

## Biografía
Licenciado en Derecho por la Universidad de Guanajuato. Ha sido notario público en Guanajuato. 
Ha ocupado los cargos de Subsecretario de Gobierno del estado de Guanajuato de 1999 a 2000  durante la gestión de Ramón Martín Huerta como gobernador, mientras que de 2000 a 2002 fue titular de la Unidad de Asuntos Jurídicos de la Secretaria de Gobernación. 
De 2003 a 2004 fungió como subsecretario de Asuntos Jurídicos de la Secretaria de Gobernación, y de noviembre del 2004 hasta el 27 de abril de 2005 fue el Consejero Jurídico de la Presidencia de la República, ese día el presidente Vicente Fox lo nombró procurador general de la República en sustitución de Rafael Macedo de la Concha quien renunció tras el proceso de desafuero de Andrés Manuel López Obrador.
El 2 de diciembre de 2006 por nombramiento del presidente Felipe Calderón, volvió a ocupar el cargo de Consejero Jurídico de la Presidencia, y el 27 de enero de 2008 el mismo presidente lo nombró subsecretario de Asuntos Jurídicos y Derechos Humanos de la Secretaría de Gobernación.